# Kendija Aparjode
Kendija Aparjode, född 24 december 1996 i Sigulda, är en lettisk rodelåkare.

## Karriär
Aparjode tävlade för Lettland vid olympiska vinterspelen 2018 i Pyeongchang, där hon slutade på 22:a plats i damernas singel. Vid olympiska vinterspelen 2022 i Peking slutade Aparjode på 11:e plats i damernas singel.